# 旺苍县
旺苍县是中国四川省广元市所辖的一个县，位于四川东北部，邻接陕西省。总面积2976平方公里，2002年人口45万人。

## 历史
1914年由广元县析置旺苍设治局，1945年改为旺苍县。

## 人口
2020年末，根据广元市第七次全国人口普查公报显示：旺苍县常住人口为330108人，男性人口占比50.74%，女性人口占比49.26%，年龄结构中0-14岁占比14.94%，15-59岁占比61.26%，60岁以上占比23.8%，65岁以上占比18.83%。

## 行政区划
旺苍县下辖21个镇、2个乡：
东河镇、嘉川镇、木门镇、白水镇、张华镇、黄洋镇、普济镇、三江镇、五权镇、高阳镇、双汇镇、英萃镇、国华镇、龙凤镇、九龙镇、米仓山镇、大德镇、大两镇、水磨镇、盐河镇、天星镇、燕子乡和檬子乡。

## 特产
旺苍杜仲、汉王山娃娃鱼：中国地理标志产品。